# 鹿島神社 (横須賀市)
鹿島神社（かしまじんじゃ、旧字体：鹿嶋神社）は、「鹿島」を社名に持ち武甕槌神（タケミカヅチ）を祭神とする、神奈川県横須賀市に鎮座する神社。
現在は諏訪大神社の兼務社となっている。

## 由緒
旧鎮座地は現在の海上自衛隊の海辺で逸見森崎字7番752番地にあった。応永17年（1410年）4月8日、三浦遠江守が常陸の鹿島神宮より勧請したと伝えられる。相模風土記に「村の鎮守なり、御神木は木像で一尺二寸、背に応永十七庚寅卯月初八日、五郎四郎□□佛子某敬と記し花押あり」と見える。
また天正2年（1574年）11月20日付の朝比奈六大夫造営の棟札と、寛永13年（1636年）8月24日付の三浦按針（英国人のウィリアム・アダムス（1564年～1620年））の子（ジョゼフ・アダムズ（1605年～没年不詳））が社殿を造営した棟札が存在していたが、明治24年（1891年）8月に乞食により全焼した。同年明治24年（1891年）8月に仮殿を造り、その後の明治28年（1895年）6月5日、現在地に社殿を建造して遷座し、今日に至っている。明治29年（1896年）から祭礼日が6月5日に改められた。
旧社殿の消失前の明治6年（1873年）に村社に列格し、現社殿に再建後の明治41年（1908年）には逸見 (横須賀市)町の各地に鎮座していた稲荷社、熊野社、神明社、浅間社、子神社、山中社を鹿島神社に合祀した。更に、明治43年（1910年）11月8日指定村社になった。先の第二次大戦後は氏子により民主的な運営となり今日に至っている。

## 祭神
武甕槌神（タケミカヅチ）（別名：タケミカツチノミコト）は香取神宮の経津主命（フツヌシノミコト）と共に天照大神のお告げにより出雲国の降りて大国主命（オオクニヌシノミコト）と国譲りの交渉され建国の基礎を築かれた神と云われている。鹿島の地を本拠地として東国を開拓し神武天皇の大和への入国を助けた。神武天皇即位の年に天種子命（アマノタネノミコト）を鹿島に遣わし武甕槌命（タケミカツチノミコト）を奉斎したと云われている。

## 祭事
- 1月1日： 新年祭
- 2月3日： 節分祭
- 4月5日： 春祭
- 6月5日： 例大祭
- 12月5日： 秋祭

## 御納経御朱印

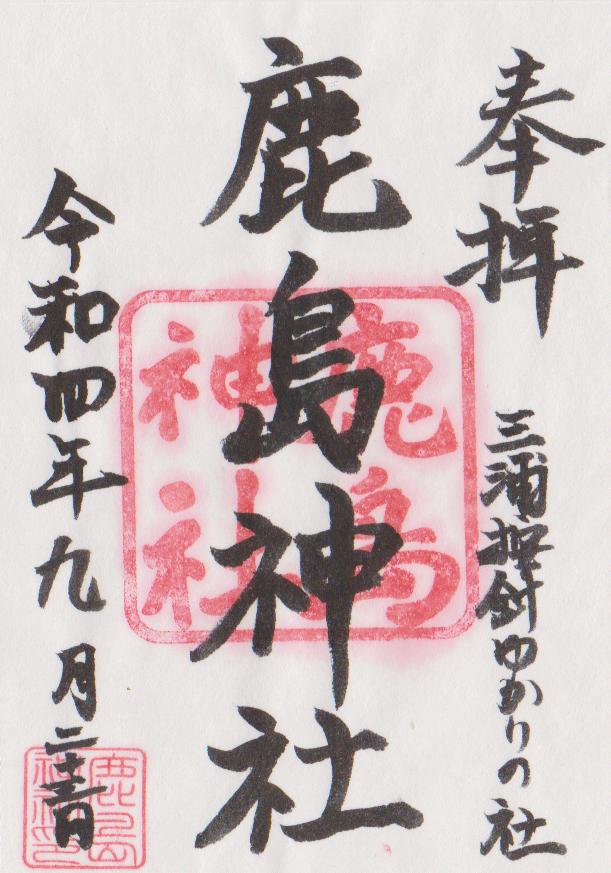
鹿島神社(横須賀市)御朱印

社務所にて御朱印を受け付けている。

## 例大祭
祭礼日を6月5日としているが、慣例として6月の第一週の土曜日、日曜日の二日間に渡り行われる。横須賀市逸見行政センターの担当区域のうち、西逸見町、東逸見町、逸見が丘、吉倉町の地域が祭礼委員会を組織し執り行われる。町内を渡御（神社から出発し、氏子町会を回っていく事）するにあたり、祭礼委員会が計画書を予め作成しておきます。担ぐには青年会、各町内会で選抜された者が行うが、参加は自由にできる。
二日間に渡って行われる事、早朝六時からの一番太鼓、町内渡御から各町内会館に戻る夜九時頃まで行う事が当地区、例大祭の特徴。

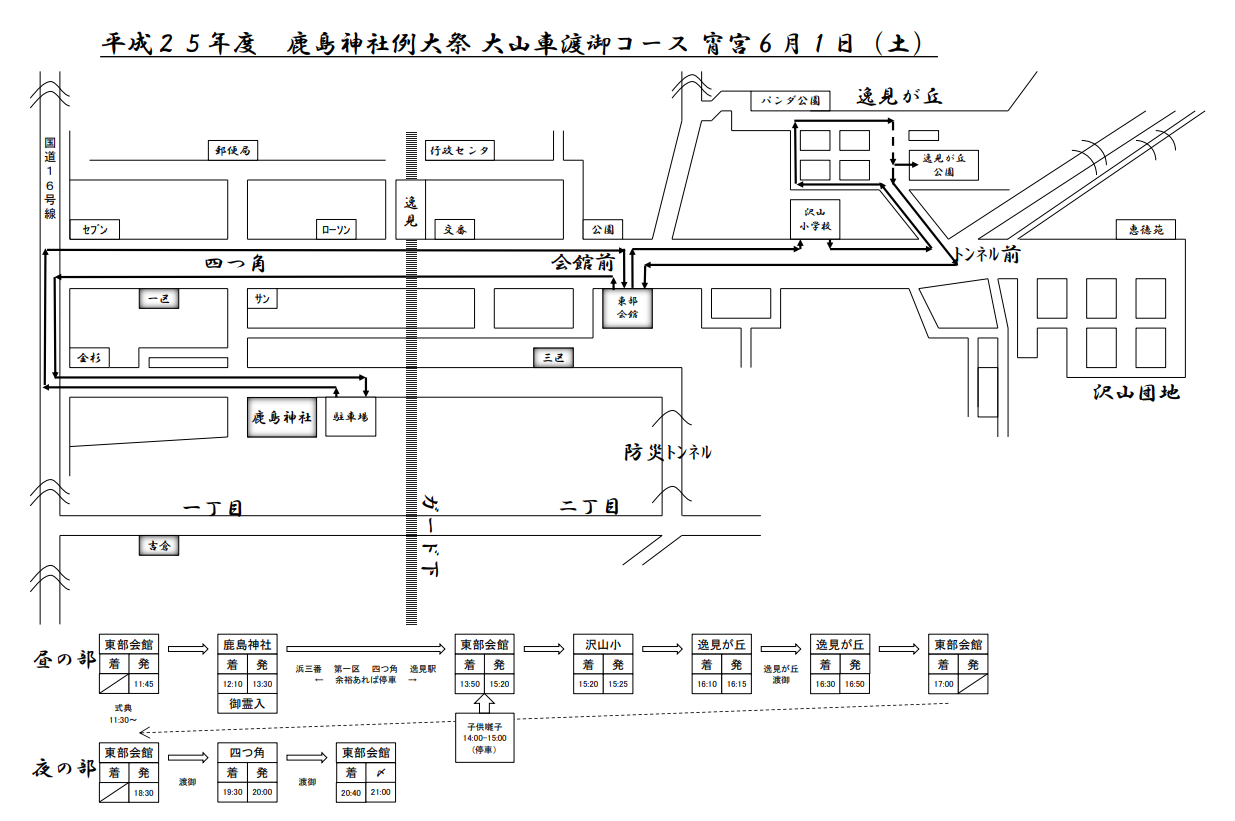
鹿島神社（横須賀市）例大祭

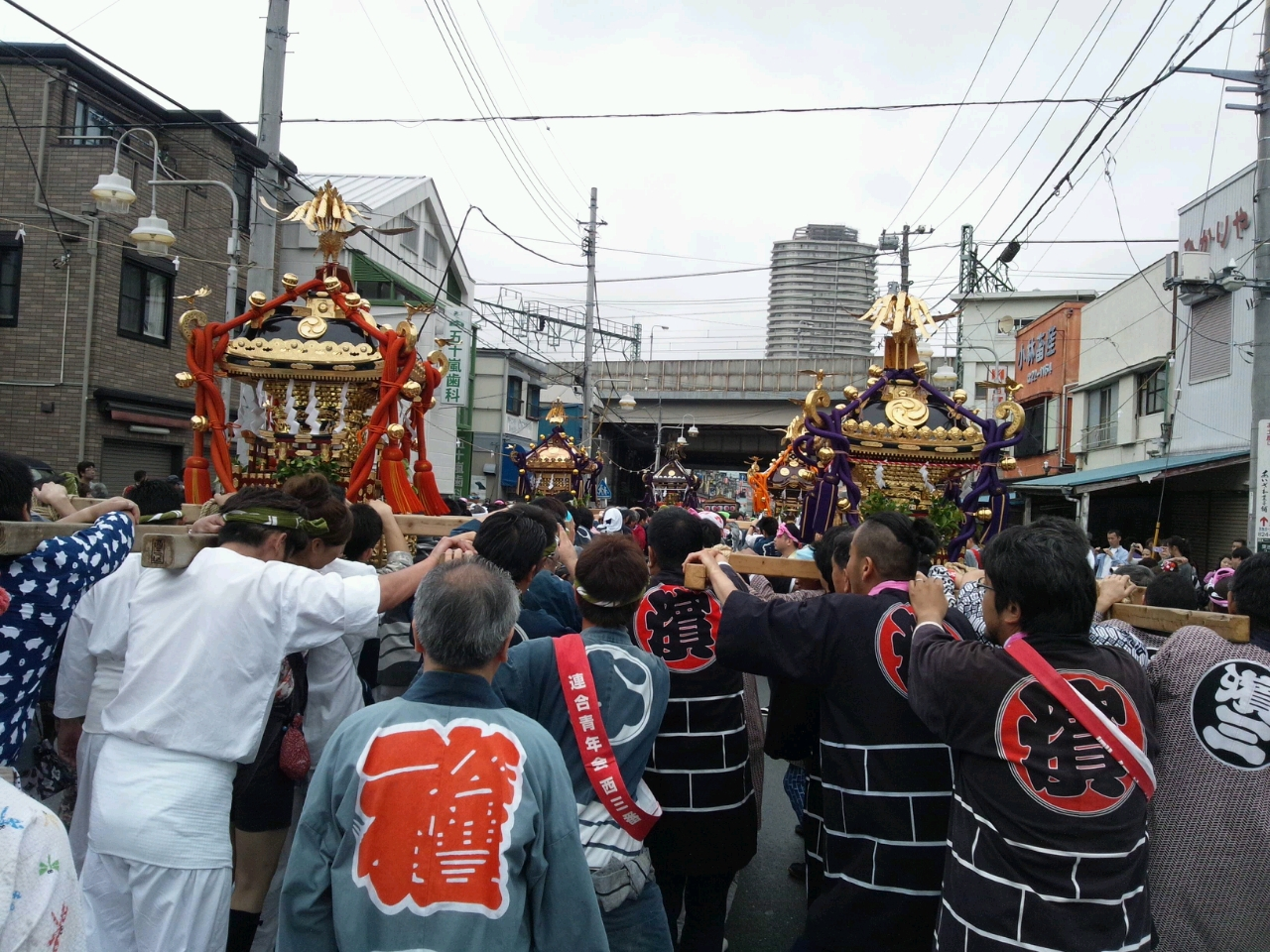
例大祭 昼の部

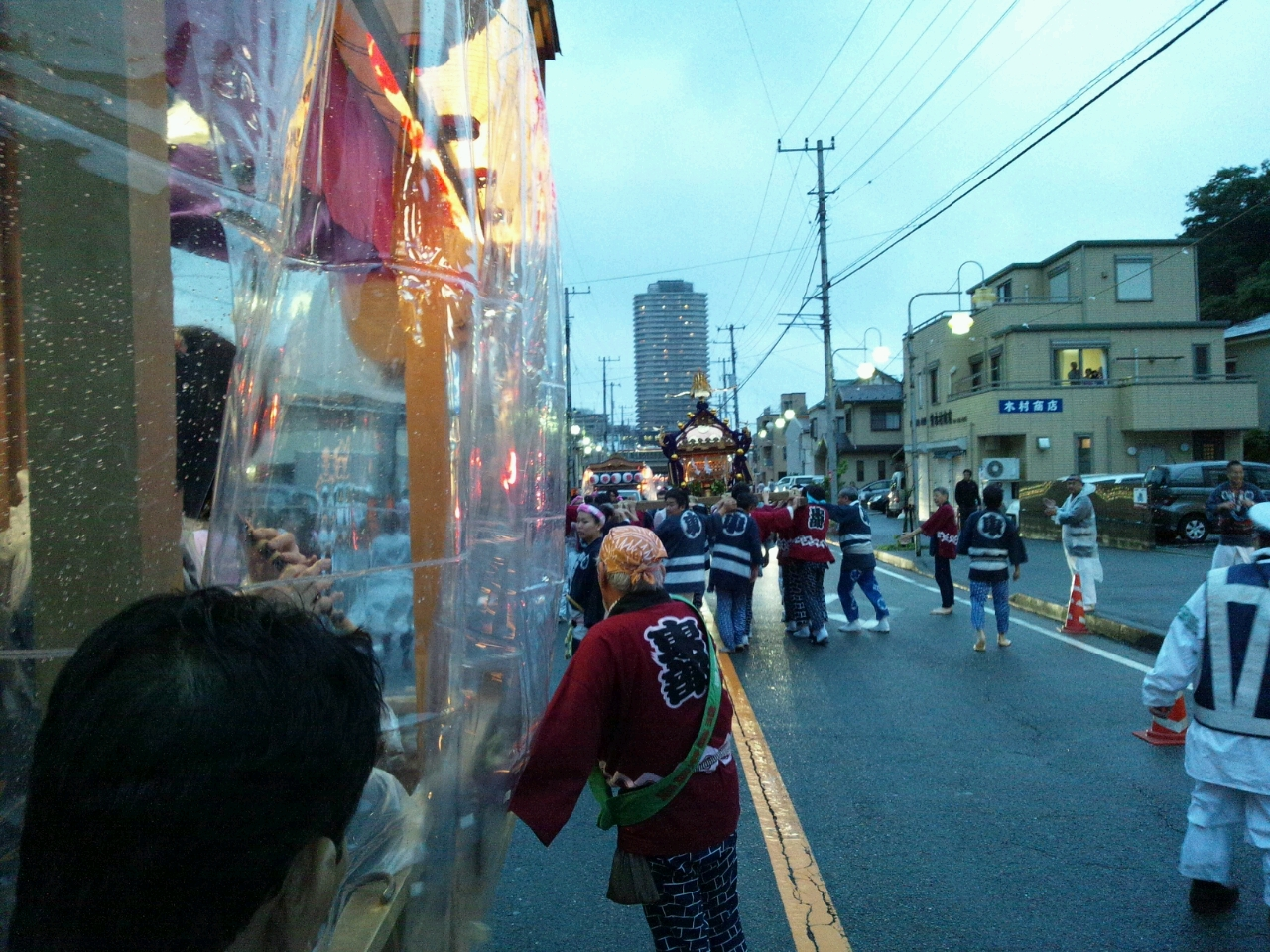
例大祭 大山車

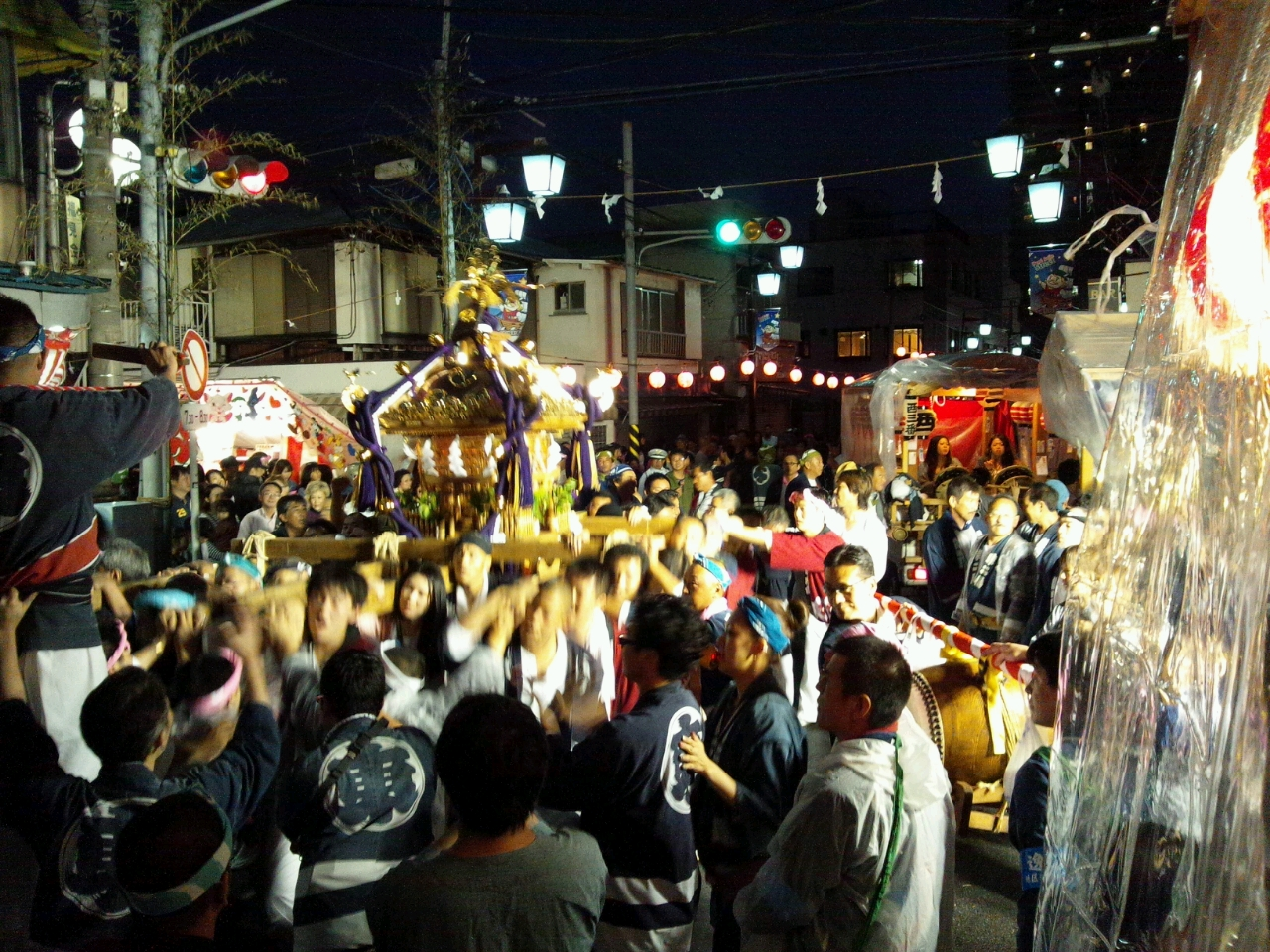
例大祭 夜の部

## 大神輿の由来
３年毎に渡御される本社神輿は明治四十三年六月、鹿島神社新造営の竣工なりたる砌㐧一區（現東逸見㐧一町内会）有志らの浄財と労力を結集し、一年六カ月間の星霜を費し新造されたるもので、大正十四年に当神社に社宝として、奉納された他に比類のないもので、鎌倉鶴ヶ丘八幡宮に現在国宝として保存されたる神輿を模造した生地其の侭の壮重さがあるものでありました。其の后昭和三十二年逸見吉倉七町内の寄進により金箔梨子地漆塗りに化粧直しされたもの。

平成二十六年六月吉日

鹿島神社氏子

東逸見㐧一町内会

山車神こし保存会

伊東香泉謹書

寄贈(有)ハウスプラザ按針

## 交通

### 鉄道
- 京急逸見駅より徒歩５分
- JR横須賀線 横須賀駅より徒歩８分